# Morgan Hamm
Morgan Hamm (Washburn (Wisconsin), Estados Unidos, 24 de septiembre de 1982) es un gimnasta artístico estadounidense, subcampeón olímpico en 2004 en el concurso por equipos.
Es hermano gemelo del también gimnasta artístico Paul Hamm; ambos participaron en el Tour de los gimnastas estrella, que tuvo lugar a lo largo de Estados Unidos de septiembre a noviembre de 2008.

## Carrera deportiva
En el Mundial de Anaheim 2003 gana la plata por equipos, tras China y por delante de Japón; sus compañeros de equipo fueron: Raj Bhavsar, Jason Gatson, Paul Hamm, Brett McClure y Blaine Wilson.
En los JJ. OO. de Atenas 2004 vuelve a ganar la plata en equipo, tras Japón y por delante de Rumania, siendo sus compañeros de equipo: Jason Gatson, Paul Hamm, Brett McClure, Blaine Wilson y Guard Young.